# Rivière False
Rivière False är ett vattendrag i Kanada.   Det ligger i provinsen Québec, i den östra delen av landet, 1 500 km norr om huvudstaden Ottawa.
Trakten runt Rivière False är nära nog obefolkad, med mindre än två invånare per kvadratkilometer.